# Giovanni Improtta (filme)
Giovanni Improtta é um filme de comédia brasileiro de 2013, dirigido e estrelado por José Wilker. O filme, que é uma co-produção da Luz Mágica com Cacá Diegues, José Wilker e Renata Magalhães, com roteiro de Mariana Wilker e Aguinaldo Silva e baseado no personagem homônimo escrito por Aguinaldo Silva, que tomou fama nacional durante a novela Senhora do Destino em 2004. Andréa Beltrão, Thelmo Fernandes, Othon Bastos, Sérgio Loroza, Milton Gonçalves, Hugo Carvana, André Mattos e Jô Soares, também completa o elenco. O filme foi lançado em 17 de maio de 2013.
Em memória do ator José Wilker, a emissora Rede Globo exibiu o filme no programa Tela Quente do dia 7 de abril de 2014.

## Sinopse
Giovanni Improtta (José Wilker) é um contraventor que sonha com a ascensão social. Ao saber que a lei dos cassinos está sendo negociada nos bastidores, ele resolve entrar para o ramo. Para limpar sua imagem recorre ao vereador evangélico Franklin (Thelmo Fernandes), seu velho amigo, que acaba incumbido de lhe conseguir o título de cidadão honorário do Rio de Janeiro. Apesar de ser casado com Marilene (Andréa Beltrão), Giovanni mantém um caso tórrido com Patrícia, filha de um figurão. Como o pai dela não gosta do romance, Giovanni decide agradá-lo comprando um rim, de forma a resolver os problemas renais do sogro. O que ele não esperava era ser acusado de tráfico de órgãos e, para piorar, que o promotor responsável pelo caso fosse assassinado. Giovanni logo se torna o suspeito número um do crime e precisa encontrar um meio de provar sua inocência.

## Elenco
- José Wilker como Giovanni Improtta
- Andréa Beltrão como Marilene
- Yago Machado como Vitor
- Thelmo Fernandes como Pastor Franklin
- Gillray Coutinho como Djalma
- André Mattos como Delegado Paulinho / Madruga
- Hugo Carvana como Cantagallo
- Othon Bastos como Dom
- Milton Gonçalves como Ozires
- Jô Soares como Ivan
- Eduardo Galvão como Luiz Flavio
- Rogério Fróes como Dr. Simão
- Cristina Pereira como Dona Guiomar
- Gregório Duvivier como Adriano Soares
- Alexandre Zacchia como PM
- Guida Vianna como Professorinha Glória
- Norival Rizzo como Aureliano
- Thogun Teixeira como Pouca Sombra
- Paulo Mathias Jr. como Bonsai
- Roney Vilela como Tarantino
- Aderbal Freire Filho como Apontador
- Julia Gorman como Patrícia
- Paulo Goulart como Juiz Walcyr
- Reinaldo Marins como Ritmista no Cemitério
- João Rodrigo Ostrower como jornalista

## Produção

### Desenvolvimento
A primeira aparição do personagem Giovanni Improtta foi no livro O Homem que Comprou o Rio, que também é do Aguinaldo Silva, que foi lançado nos anos 70. Em 2004, Aguinaldo incluiu o personagem na novela Senhora do Destino, onde foi interpretado por José Wilker. E em 2005, Aguinaldo escreve o segundo livro do personagem, agora, chamado de Prendam Giovanni Improtta, no mesmo ano José Wilker adquiriu junto a Aguinaldo Silva os direitos de adaptação do personagem para o cinema.
Somente em dezembro de 2008, Aguinaldo Silva anunciou em seu blog que o filme por título Giovanni Improtta, já estava com sua produção em andamento e que o filme seria dirigido e estrelado por José Wilker. Em fevereiro de 2011, o filme conseguiu patrocínio do empresário e empreendedor cultural Eike Batista. No mesmo mês, Aguinaldo Silva mostrou-se ansioso para estréia do filme, que na época estava programado para estrear no fim de 2011, e disse que espera que o filme receba alguma indicação ao Óscar, quando lançar. Em outubro de 2012, a distribuidora Sony Pictures divulgou que o filme seria lançado no mercado brasileiro em 8 de março de 2013, porém, logo depois foi adiado para 17 de maio de 2013.

### Filmagens
Com um orçamento de R$ 6 milhões de reais, as filmagens de Giovanni Improtta iniciou-se em março de 2011, durante o Carnaval. A ideia era aproveitar o período para filmar com a escola de samba Grande Rio, que no filme é a fictícia Unidos da Vila São Miguel. A Assembléia Legislativa do Rio de Janeiro foi cenário das filmagens do longa-metragem, nela foi filmada uma reunião dos chefões do jogo do bicho. A sala conhecida como "Furna da Onça", usada para conversas reservadas pelos parlamentares, tornou-se camarim.
Um apartamento no condomínio Mandala, localizado na Barra da Tijuca, no Rio de Janeiro, foi transformado em suíte de motel para as filmagens.

## Exibição
A primeira exibição de Giovanni Improtta foi em 27 de abril de 2013, no evento Cine PE, apresentado por José Wilker. O evento foi montado no  Cine Teatro Guararapes, que tem capacidade para 2,4 mil pessoas. O lançamento do filme no circuito nacional de cinema foi realizado pela distribuidora Sony Pictures em 17 de maio de 2013. Na semana de estreia, o filme foi assistido por 64.920 pessoas, ficando em quarto lugar entre os filmes mais assistidos da semana. Ao fim da semana de 2 de junho, o longa havia sido assistido por 182.634	espectadores e arrecadado 1.921.993 de reais.